# متیو فورد (بازیکن فوتبال)
متیو فورد (انگلیسی: Matthew Ford؛ زادهٔ ۲۳ آوریل ۱۹۷۳) بازیکن فوتبال اهل بریتانیا است.